# Steinreihe von Goles
Die Steinreihe von Goles (englisch Goles stone row – auch Golan stone row genannt) liegt (neben einem Haus) an den Hängen der Oughtvabeg Mountains, an der Nordseite der Glenelly Road (B 47), zwischen Plumbridge und Draperstown im County Tyrone in Nordirland.
Es sind keine Reste einer Megalithanlage, wie Antiquare im frühen 20. Jahrhundert annahmen, als sie noch in einer überwucherten Feldgrenze lagen. Die etwas ungerade, Nord-Süd orientierte Steinreihe ist etwa 16,0 m lang und besteht aus elf Menhiren mit Höhen von 0,65 bis 1,6 m. Einige stehen mit ihrer Breitseite rechtwinklig zur Richtung der Reihe, die wahrscheinlich aus der frühen Bronzezeit stammt.
Steinreihen sind auf der irischen Insel, insbesondere im Osten von Ulster, nicht häufig. Die bekanntesten sind Aughlish North, Broughderg North (Steinkreis mit Doppelreihe), Clagan (3 Steine), Davagh Lower North (3 Steine) und die „Goles stone row“.